# Іден-Рок (Гаваї)
Іден-Рок (англ. Eden Roc) — переписна місцевість (CDP) в США, в окрузі Гаваї штату Гаваї. Населення — 1386 осіб (2020).

## Географія
Іден-Рок розташований за координатами 19°29′30″ пн. ш. 155°5′45″ зх. д. / 19.49167° пн. ш. 155.09583° зх. д. (19.491749, -155.095784).  За даними Бюро перепису населення США в 2010 році переписна місцевість мала площу 16,57 км², уся площа — суходіл.

## Демографія
Згідно з переписом 2010 року, у переписній місцевості мешкали 942 особи в 394 домогосподарствах у складі 207 родин. Густота населення становила 57 осіб/км².  Було 485 помешкань (29/км²).
Расовий склад населення:
| - 46,2 % — білих - 10,0 % — вихідців з тихоокеанських островів - 4,5 % — азіатів - 0,5 % — корінних американців - 0,4 % — чорних або афроамериканців |

До двох чи більше рас належало 38,0 %. Частка іспаномовних становила 16,2 % від усіх жителів.
За віковим діапазоном населення розподілялося таким чином: 25,7 % — особи молодші 18 років, 69,7 % — особи у віці 18—64 років, 4,6 % — особи у віці 65 років та старші. Медіана віку мешканця становила 39,1 року. На 100 осіб жіночої статі у переписній місцевості припадало 134,9 чоловіків;  на 100 жінок у віці від 18 років та старших — 136,5 чоловіків також старших 18 років.
Середній дохід на одне домашнє господарство  становив 23 905 доларів США (медіана — 17 798), а середній дохід на одну сім'ю — 26 819 доларів (медіана — 18 603). За межею бідності перебувало 55,6 % осіб, у тому числі 77,7 % дітей у віці до 18 років та 5,5 % осіб у віці 65 років та старших.
Цивільне працевлаштоване населення становило 168 осіб. Основні галузі зайнятості: освіта, охорона здоров'я та соціальна допомога — 25,6 %, роздрібна торгівля — 20,8 %, сільське господарство, лісництво, риболовля — 16,1 %, науковці, спеціалісти, менеджери — 13,7 %.